# Nosdvärgspindel
Nosdvärgspindel (Troxochrus nasutus) är en spindelart som beskrevs av Schenkel 1925. I den svenska databasen Dyntaxa används istället namnet Nusoncus nasutus. Enligt Catalogue of Life ingår nosdvärgspindel i släktet Troxochrus och familjen täckvävarspindlar, men enligt Dyntaxa är tillhörigheten istället släktet Nusoncus och familjen täckvävarspindlar. Arten är reproducerande i Sverige. Inga underarter finns listade i Catalogue of Life.